# Asociación Deportiva Limonense
La Asociación Deportiva Limonense, llamada también AD Limonense o ASODELI, fue un club de fútbol de Costa Rica, de la ciudad de Limón. Fue fundado en 1961 y jugó por 20 años en la Primera División de Costa Rica. Fue subcampeón nacional de la Primera División en 1981, su máximo logro. También fue monarca de la Segunda División en 1971 y 1997-98, y subcampeón de Segunda División en 1973 y 1996-97. En 2008, el club se privatizó y pasó a llamarse Limón F.C.

## Historia
El primer club en representar a la provincia de Limón en un campeonato de fútbol costarricense fue la Sociedad Gimnástica Limonense, un efímero equipo formado por limoneses que vivían en San José, y algunos provenientes de Limón, que participó en el primer torneo del fútbol nacional en 1921, y desapareció tras ocho juegos debido a situaciones económicas. Luego, en la década de 1950 comenzaron a aparecer en los equipos de primera división los primeros jugadores afrodescendientes provenientes de Limón. El éxito de los jugadores limonenses motivó la creación de un equipo local, la Asociación Deportiva Limonense, fundada el 10 de junio de 1961, para participar en el campeonato de segunda división. El debut de la ASODELI se dio el 18 de junio en un partido contra el Valencia de Curridabat, con empate 1 a 1, gol de Alejandro Herron, que se convirtió en el primer anotador de la historia del equipo. El primer patrocinador del equipo fue la compañía ferroviaria Limon Northern, que daba el transporte al club para que viajara a jugar sus partidos en el Valle Central.
El equipo jugó las finales de segunda división de 1961 y 1962, perdiendo ambas, pero logró ascender a la primera división por decreto federativo en 1963. En 1964, se inauguró el Estadio Juan Gobán en la ciudad de Limón, llamado así en honor al jugador Juan Gobán Quirós, destacado futbolista de la Gimnástica Limonense. A partir de esa fecha, el Estadio Juan Gobán se convirtió en la sede principal de la Asociación Deportiva Limonense. Limón se convirtió en una importante cantera de futbolistas para la primera división del fútbol nacional, que eran buscados por su biotipo.
Limón logró su primer título de la segunda división en el torneo de 1970-1971 tras una gran temporada. Desde 1971, permaneció en primera división, alcanzando el máximo logro de su historia en el campeonato nacional de 1981, cuando obtiene el subcampeonato nacional de la mano del técnico Leroy Lewis. Tras acabar en el antepenúltimo lugar en el torneo de 1980, la ASODELI inició el campeonato de 1981 arrollando al Club Sport Cartaginés por 4:0. A partir de allí, Limonense tuvo una gran campaña disputando los primeros lugares jornada a jornada con el Deportivo Saprissa, que llegó a la etapa final del torneo de liga encabezando la tabla, pero un traspié 0-0 ante el colero San Miguel y la victoria de Limón sobre el Municipal Puntarenas 1-0 permitió a Limonense tomar el liderato de la tabla. Limón cerró con 41 puntos sobre 40 del Saprissa, al vencer como visitante  en la jornada final al Club Sport Herediano por 1:2. La victoria en esta etapa del torneo aseguró a los del Atlántico el subcampeonato y la disputa de una eventual final. En la liguilla final, no obstante, el equipo no rindió igual y ocupó el último puesto entre 6 equipos, con una sola victoria en 8 juegos. La final se jugó en enero de 1982 a ida y vuelta contra el Club Sport Herediano, que venció en Heredia por 4:1. La vuelta fue en el Estadio Ricardo Saprissa de San José, donde Limón ganó 2:1, victoria insuficiente en el marcador global, que deparó el título para los heredianos. La ASODELI sumó 37 partidos, ganó 20 encuentros, empató 7 y perdió 10, marcó 52 goles y recibió 45 tantos, para un rendimiento general del 63,5%. Los mejores anotadores caribeños fueron Howard Rooper y José “Tolé” Gordon con 10 tantos cada uno.
El equipo permaneció en primera división con destacadas participaciones en 1982, 1988 y 1989, hasta su descenso a la segunda división en el torneo de 1994-1995. Permaneció en segunda división hasta proclamarse campeón de esta liga en 1997-1998, ascendiendo nuevamente a la primera división para el Campeonato de Fútbol de Costa Rica 1998-1999, donde ocupó el noveno puesto. Estuvo a punto de descender al ser último en el Campeonato de Fútbol de Costa Rica 1999-2000, en el cual por primera vez participaron dos equipos de la provincia de Limón, Limonense y el Santos de Guápiles. La ASODELI logró permanecer en primera luego de vencer en la liguilla por el no-descenso ante el AD Municipal Goicoechea. No obstante, el equipo tuvo un desempeño magro en los dos torneos siguientes, y finalmente descendió en el Campeonato de Fútbol de Costa Rica 2001-2002, participando desde entonces en dicha liga, hasta que a finales del 2008, el equipo entró en una grave crisis financiera, obligando a los accionistas a vender el club al empresario local Carlos Howden Pascal, desapareciendo la ASODELI y renombrando el equipo como Limón F.C.

## Estadio
El Estadio Juan Gobán es un estadio de fútbol que está ubicado en Limón, cabecera de la provincia del mismo nombre, en la costa del Caribe de Costa Rica.
En febrero de 2010 se le instaló un césped sintético con medidas de 91 metros de largo por 72 de ancho. Las siguientes reformas comprendieron la construcción de palcos, zonas de prensa, remodelación completa de los camerinos e instalación de iluminación artificial.
En septiembre de 2010, el estadio Juan Gobán fue reabierto luego de una serie de remodelaciones a las que fue sometido que implicó año y medio de trabajos, además de una inversión cercana al $1 millón, 800 mil dólares.
Entre las novedades, está la ampliación de la zona de camerinos de dos a cuatro, una sala de pesas, una sala dopaje, lavandería, cuatro sodas, dos oficinas, la instalación de 20 servicios sanitarios y una zona VIP para 220 personas. Además de la sustitución total del techo de la gradería de sombra.
En general la capacidad del reducto se amplió a 2349 personas.

## Jugadores destacados
- William Ávila
- Orlando Chambers
- Denilson Costa
- Alfonso Estupiñán
- Reynaldo Mullings
- Víctor Monge
- Fernando Montero
- Roy Myers
- Winston Parks
- Roy Sáenz
- Jorge White
- Franklin Williams
- Gilberto Rhoden

## Datos del club
- Temporadas en 1ª:20
- Temporadas en 2ª:35
- Mayor goleada conseguida:5-1
  - En campeonatos nacionales:5-1
  - En torneos internacionales:---
- Mayor goleada encajada:7-1
  - En campeonatos nacionales:7-1
  - En torneos internacionales:---
- Mejor puesto en la liga: Subcampeón
- Peor puesto en la liga: 12.º

## Palmarés
- Primera División de Costa Rica Subcampeón en el campeonato de 1981.

- Segunda División de Costa Rica (3): 1970-1971, 1997-1998 y 2009-2010.

- Torneos de Copa: Subcampeón (2) Copa Campeón de Campeones 1976 y Copa Asamblea Legislativa 1984